# Simon Sluga
Simon Sluga (* 17. března 1993) je chorvatský profesionální fotbalista, který hraje na pozici brankáře za bulharský klub Ludogorec Razgrad a chorvatský národní tým.

## Klubová kariéra

### Rijeka
V prvních dvou sezónách své profesionální kariéry ho HNK Rijeka zapůjčila do Juventusu Primavera a Verony Primavery. Během sezóny 2013/14 odešel na hostování do NK Pomorac v chorvatské Druga HNL, kde nasbíral 31 startů a vychytal 17 čistých kont. Sezónu 2014/15 strávil na hostování v NK Lokomotiva Záhřeb, kde odehrál 26 zápasů. Po skončení hostování se vrátil do Rijeky a svůj oficiální debut zaznamenal 19. července 2015 proti Slavenu Belupo. V srpnu 2015 odešel na hostování do Spezia Calcio v italské Serii B.

### Luton Town
Dne 19. července 2019 se Sluga připojil k nově postoupivšímu týmu do Championship Luton Town za rekordní klubovou částku 1,5 milionu eur a podepsal tříletou smlouvu. Dne 2. srpna 2019 se Sluga poprvé objevil v dresu Lutonu při remíze 3:3 proti Middlesbrough.

### Ludogorec Razgrad
Dne 31. ledna 2022 se Sluga připojil ke klubu Ludogorec Razgrad hrající 1. bulharskou fotbalovou ligu.

## Reprezentační kariéra
Za Chorvatsko debutoval 11. června 2019 v přátelském utkání proti Tunisku v základní sestavě.